# Harpastum

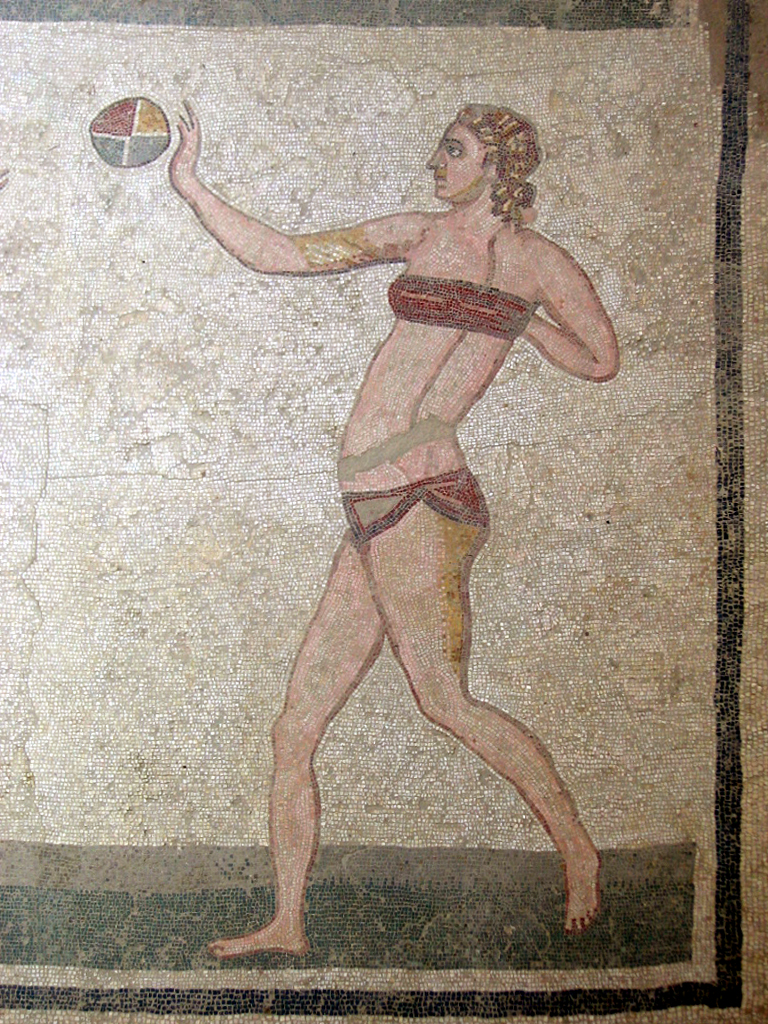
Un mosaic amb una imatge jugant al harpastum en "bikini"

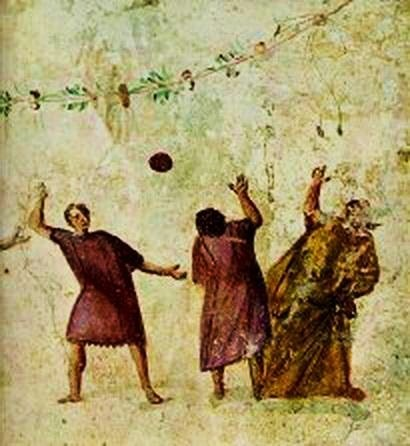
Harpastum, antic fresc romà

Harpastum, també conegut com a harpustum, era una forma de joc de pilota durant l'Imperi Romà. Els romans també li donaven el nom a la bola petita amb què es jugava. La bola usada era petita (no pas gran com al follis, paganica, o futbol) i dura, probablement de la mateixa mida i solidesa que la de softbol. La paraula harpastum és la llatinització del grec ἁρπαστόν (harpaston), el neutre de ἁρπαστός (harpastos), "endur-se", del verb ἁρπάζω (harpazo), "enxampar".
Aquest joc era pel que sembla una versió romanitzada versió d'un joc grec joc anomenat phaininda (grec: φαινίνδα), o d'un altre joc grec anomenat ἐπίσκυρος (episkyros). Implicava una considerable velocitat, agilitat i esforç físic.
Poc se sap sobre les regles exactes del joc, però les fonts indiquen que era un joc violent i els jugadors sovint acabaven a terra. A Grècia, un espectador (de la forma grega del joc) podia acabar amb una cama trencada si quedava atrapat al mig del joc.
Hi jugaven els legionaris romans a la Bretanya l'any 43 dC.
El terreny de joc era un rectangle delimitat amb cordes, l'objectiu del joc consistia a portar una pilota a l'altre extrem del camp, utilitzant tota la violència que fos necessària, excepte matar. El "punt o gol" es feia quan la pilota tocava la corda, llavors acabaven les baralles entre els jugadors. Aquest mètode d'entrenament enfortia el legionari, no el deixava pensar per ell mateix, sinó com una unitat conjunta, i l'obligava a una estricta disciplina, bàsica a les legions.
D'aquest esport deriva el calcio storico fiorentino, amb 27 jugadors per equip. Al joc romà n'hi havien 4 o 6 per equip, oficials contra soldats.